# Ратислава Загорчић
Ратислава Слава Загорчић (1914 — Београд, 1982) била је српски архитекта. 